# 古勝隆一
古勝 隆一（こがち りゅういち、1970年11月 - ）は、日本の中国古典学者。学位は博士（文学）（東京大学）。京都大学人文科学研究所教授。

## 経歴
福岡県出身。東京大学文学部中国哲学科卒業、東京大学大学院人文社会系研究科アジア文化専攻修士課程・博士課程修了。1999年に『漢魏兩晉注釋學と「莊子」郭象注』にて博士（文学）（東京大学、甲種）。

### 職歴
京都大学人文科学研究所助手、千葉大学助教授を経て、京都大学人文科学研究所助教授（准教授）、同教授。

### 受賞歴
- 1997年、東方学会賞

## 著作

### 博士論文
- 『漢魏兩晉注釋學と「莊子」郭象注』（東京大学、博士（文学）、甲種、1999年）

### 単著
- 『中国中古の学術』（研文出版） 2006年 ISBN 4876362629
- 『目録学の誕生 劉向が生んだ書物文化』（臨川書店、京大人文研東方学叢書） 2019年 ISBN 4653043760
- 『漢唐注疏写本研究』（社会科学文献出版社） 2021年　ISBN 9787520156486
- 『中国中古の学術と社会』（法藏館） 2021年　ISBN 9784831877529
- 『中国注疏講義 経書の巻』（法藏館） 2022年　ISBN 9784831877581

### 共編著
- 『清華の三巨頭』（池田巧, 井波陵一共編著、研文出版、京大人文研漢籍セミナー） 2014年 - 陳寅恪を担当　ISBN 978-4-87636-382-7
- 『目録学に親しむ - 漢籍を知る手引き』（永田知之, 宇佐美文理共編著、研文出版、京大人文研漢籍セミナー） 2017年　ISBN 978-4-87636-420-6

## 翻訳
- 『古書通例』（余嘉錫、嘉瀬達男, 内山直樹共訳、平凡社東洋文庫） 2008年　ISBN 9784582807752
- 『目録学発微』（余嘉錫、嘉瀬達男, 内山直樹共訳、平凡社東洋文庫） 2013年　ISBN 9784582808377
- 『老子道徳経』 （井筒俊彦、慶應義塾大学出版会） 2017年　ISBN 9784766424157
- 『東洋哲学の構造 エラノス会議講演集』（井筒俊彦、澤井義次監訳、金子奈央, 西村玲共訳、慶應義塾大学出版会） 2019年　ISBN 9784766424591

## 論文
- CiNii>古勝隆一
- 「《日本見在書目録》中所著録之《春秋公羊解徽》」（華東師範大学出版社、古典学集刊 第1輯） 2015年

### 科研費
- KAKEN>古勝隆一

## 参考
- 京都大学教育研究活動データベース